# Mount Larsen
Mount Larsen är ett berg i Sydgeorgien och Sydsandwichöarna (Storbritannien). Det ligger i den sydöstra delen av Sydgeorgien och Sydsandwichöarna. Toppen på Mount Larsen är 710 meter över havet.
Terrängen runt Mount Larsen är varierad.  Det finns inga samhällen i närheten. 